# Henrik Otto Donner
Henrik Otto Donner (Tampere, 16 november 1939 - Jakobstad, 26 juni 2013) was een Fins componist in de avantgardistische en experimentele muziek, arrangeur en jazztrompettist.

## Biografie
Donner studeerde aan de Sibeliusacademie in Helsinki (bij Joonas Kokkonen en Nils-Eric Fougstedt) en in het begin van de jaren zestig bij György Ligeti in Wenen. Ook studeerde hij bij Gottfried Michael Koenig en aan de Siemens-studio voor Elektronische Muziek in München. In de jaren zestig trad hij op met allerlei happenings. Zijn composities waren avantgardistisch, zo combineerde hij in het stuk Ideogramme I (uit 1962) twaalf radio's met een ensemble bestaande uit een fluit, een klarinet, een trombone en slagwerk. Een strijkkwartet uit 1970 eindigde hij met aforismen van Lenin. Daarnaast werkte hij als jazztrompettist en componist. Hij leidde de groep Free For All  en speelde met onder meer Juhani Aaltonen. In de jazz speelde hij mee op zo'n veertien albums. Hij componeerde filmmuziek voor meer dan vijftig films en televisieseries en was een van de oprichters van het platenlabel Love Records, dat progressieve rock en fusion-jazz uitbracht.
Donner werd op 27 juni 2013 dood gevonden in het water van de jachthaven van Jakobstad.  
- Gemeinsame Normdatei: 1036616045
- International Standard Name Identifier: 0000 0003 7188 9401
- Library of Congress Control Number: n85243495
- MusicBrainz: 99a7a127-67b7-4441-9def-c766c836c949
- Système universitaire de documentation: 172282187
- Virtual International Authority File: 28518629
- WorldCat: E39PBJght7pvHkTvtjW9Tc9VYP